# Ptxegatlukai
Ptxegatlukai - Пчегатлукай (rus) - és un aül, un poble, de la República d'Adiguèsia, a Rússia. Es troba molt a prop de la confluència del riu Psékups en l'embassament de Krasnodar, a 10 km a l'oest de Ponejukai i a 73 km al nord-oest de Maikop, la capital de la república.
Pertanyen a aquest municipi els pobles de Kazazov, Kotxkin, Krasni i Txetuk.